# 羯鼓录
《羯鼓录》是唐代南卓撰写的一部关于羯鼓的专著，成书于大中四年（850年）。书中叙述羯鼓的形状、构造，和唐玄宗作羯鼓乐曲和演奏羯鼓的故事；也列出一百三十多首羯鼓乐曲的名字。此书是研究唐代音乐的重要资料。
据《四库全书总目提要》，南卓字昭嗣，大中黔南观察使；会昌元年任洛阳令。著有《唐朝纲领图》、《羯鼓录》。

## 版本
- 《守山阁丛书》本
- 《说郛》本